# Het laatste oordeel (Michelangelo)
Het laatste oordeel is een fresco in de Sixtijnse Kapel bij de Vaticaanse musea in Vaticaanstad, gemaakt door Michelangelo.
In 1535 werd Michelangelo benaderd voor een schilderopdracht in de kapel. De muur achter het altaar moest beschilderd worden met een afbeelding van het Laatste Oordeel.
Het fresco werd in 1541 voltooid. 

## Naaktheid
De uitvoering van het onderwerp zorgde voor een hevige controverse binnen het Vaticaan: Michelangelo had veel figuren geheel naakt en met zichtbare geslachtsdelen afgebeeld. 
Paus Paulus III († 1549) had er geen bezwaar tegen, maar de ceremoniemeester van de paus, Biagio da Cesena, beklaagde zich openlijk over zoveel naaktheid, waarop Michelangelo hem in de rechterbenedenhoek van het schilderij afbeeldde als koning Minos, de rechter van de Onderwereld, wiens penis verzwolgen wordt door een slang. 
In het Concilie van Trente (1545-1563) werd beslist dat naaktheid in religieuze afbeeldingen niet aanvaardbaar was. Veel van de genitaliën werden, na de dood van Michelangelo in 1564, in 1565 met geschilderde doeken bedekt door Daniele da Volterra, die hierna de geschiedenis inging als Il Braghettone (de broekenmaker). Hij kon zijn werk niet voltooien doordat Paus Pius IV overleed en de kapel nodig was voor de pausverkiezing, waarbij de steiger werd verwijderd.
Bij de grote restauratie van zowel het plafondfresco als het muurfresco tussen 1980 en 1994 werd ongeveer de helft van de doeken van Da Volterra weer verwijderd.
Beeldhouwwerk: Madonna della scala (ca. 1491) · Strijd van de centauren (1492) · Crucifix (1492) · Sint Proculus · Sint Petronius · Bacchus (1497) · Pietà (ca. 1498-1499) · Madonna met kind (1501-1504) · David (ca. 1501-1504) · Tondo Pitti (1503) · Beelden van Paulus en Petrus op het Piccolomini-altaar, 1503 en 1504 · Tadei Tondo (1504-1506) · Matteüs (1505) · Mozes (1513-1516) · Rebellerende Slaaf (ca. 1513) · Stervende Slaaf (ca. 1513) · Cristo della Minerva (1515-1521) · Nieuwe Sacristie · Giuliano de' Medici · de Dag · de Nacht · Lorenzo de'Medici · de Ochtend · de Avond · De Medici Madonna · Jonge Slaaf (1520-1523) · Atlas Slaaf (1520-1523) · Bebaarde Slaaf (1520-1523) · Ontwakende Slaaf (1520-1523) · Apollo (1530) · Hurkende jongen (1530-1534) · De Overwinning (1532-1534) · Brutus (1540) · Florence Pietà (1547-1553) · Rondanini Pietà (1550-1564) 

Schilderij: De Verzoeking van de H. Antonius (1487-1488) · Madonna met kind en St.-Johannes en de engelen (ca. 1497) · De Graflegging (1500-1501) · Tondo Doni (ca. 1504) · Plafond van de Sixtijnse Kapel (1508-1512) · Het laatste oordeel (1541) · De bekering van Paulus (1542-1545) · De kruisiging van Petrus (1546-1550) 

Architectuur: Biblioteca Medicea Laurenziana (Florence, 1525) · Piazza del Campidoglio (Rome, 1536-1546) · Koepel van de Sint-Pietersbasiliek (Rome, 1546-1564) · Santa Maria degli Angeli e dei Martiri (Rome, 1561) · Porta Pia (Rome, 1564)